# 山口県立宇部商業高等学校
山口県立宇部商業高等学校（やまぐちけんりつうべしょうぎょうこうとうがっこう）は、山口県宇部市に所在する公立の商業高等学校。通称宇部商。

## 設置学科
- 全日制
  - 商業科
  - 総合情報科

## 沿革
- 1927年（昭和2年） - 宇部市立宇部商業実践学校として開校。
- 1941年（昭和16年）4月1日 - 校名を山口県立宇部商業高校に変更。
- 1944年（昭和19年）4月1日 - 校名を山口県立宇部商業学校に変更。
- 1948年（昭和23年）4月1日 - 校名を山口県立宇部商業高等学校に変更。
- 1949年（昭和24年）4月1日 - 山口県立宇部農業高等学校との統合により、校名を山口県立宇部農商高等学校に変更。
- 1953年（昭和28年）3月31日 - 農業部門を山口県立宇部西高等学校として分離し、校名を山口県立宇部商業高等学校に変更。

## 特色
- 校則が厳しく、集団宿泊、体育大会、水泳大会など運動の行事が活発である。

### 行事
- 行事としてクラスマッチ、夏は水泳大会・体育大会が行われる。
- 体育大会では「宇部商体操」という伝統的な体操がある。
- 秋には宇部商デパートという生徒が実践的に販売・接客を行う行事があり、実際に3年生が中心となって1学期から仕入先に訪問し、打ち合わせや売上に関しての話し合いを行っている。なお、文化祭とは別の行事である。

### 部活動

#### 運動部
- 陸上競技部
- 硬式野球部
- ソフトテニス部（男子・女子）
- バレーボール部（男子・女子）
- バスケットボール部（女子）
- 卓球部（男子・女子）
- 柔道部（女子）

#### 文化部
- 珠算部
- ワープロ部
- 情報処理部（2023年度よりEUC部から名称変更）
- 商業研究部 （2023年度より商業研究部 調査研究班から分離）
- 簿記部　（2023年度より商業研究部 簿記班から分離）
- 吹奏楽部
- 美術部
- 英語研究部
- JRC部
- 県内にある高校の中でもスポーツが盛んであり、特に野球部はセンバツ・夏の甲子園の、男子バレー部は春高バレーの常連校として知られている。
  - 野球部は甲子園で数々の名勝負を演じており、劇的な試合が多いことから「ミラクル宇部商」と呼ばれる他、PL学園や報徳学園とともに「逆転の御三家」とも呼ばれている。夏の甲子園では1985年（第67回）で準優勝、2005年（第87回）でベスト4入りした。また1998年（第80回）では2回戦で投手が210球を投げたのちボークによりサヨナラ負けで敗退。「サヨナラボーク」として知られている。

## 主な出身者
- 真鍋幹三 - 元プロ野球選手
- 安田泰一 - 元プロ野球選手
- 有田哲三 - 元プロ野球選手
- 有田修三 - 元プロ野球選手、プロ野球解説者
- 高月敏文 - 元プロ野球選手
- 松永美隆 - 元プロ野球選手
- 秋村謙宏 - 元プロ野球選手、プロ野球審判員
- 宮内洋 - 元プロ野球選手
- 松本隆 - 元プロ野球選手
- 嶋村一輝 - 元プロ野球選手
- 上本達之 - 元プロ野球選手
- 玉国光男 - 高校野球監督
- 好永貴雄 - 社会人野球選手
- 藤井進 - 元野球選手
- 南克幸 - 元バレーボール選手
- 佐々木侑 - 元バレーボール選手
- 河野慶 - 漫画家
- 木本奈美 - 元柔道家
- 佐々木萌 - バレーボール選手
- 向井美鈴 - ボートレーサー
- 村上勝照 - 株式会社インフォマート（東証一部）　元代表取締役社長
- ぁみ - お笑いタレント